# 대장역 (녕변)
대장역(大將驛)은 조선민주주의인민공화국 평안북도 녕변군 대장리에 위치한 청년팔원선의 철도역이다.